# Nenga
Nenga es un género con cinco especies de plantas con flores perteneciente a la familia de las palmeras (Arecaceae). Es originario desde Indochina a Malasia.

## Descripción
Sus troncos pueden ser solitarios o agrupados de 5 a 15 cm de ancho, rara vez sobrepasa los 5 m de altura. Los tallos están rodeadas por las cicatrices de las hojas desprendidas y con frecuencia tienen el apoyo de raíces con zancos. Tiene un capitel distinto que está presente en todas las especies, los pecíolos están bien desarrollados y las hojas son pinnadas de hasta 2 m de largo. Los foliolos están muy espaciados, dispuestos regularmente, con uno a varios pliegues. Pueden ser agudas a acuminadas, en forma de S o lineales, por lo general son de color verde oscuro. El raquis, pecíolo y capitel pueden estar ligera a densamente cubiertos de tomento peludo, de color marrón.
La inflorescencia es ramificada, erecta o colgante, y sobresale por debajo del capitel, en todas las especies menos en  N. gajah que surge dentro de la corona de hojas. Las flores masculinas y femeninas son carnosas y comparten las mismas ramas, están dispuestas en tríadas proximales y distales. Producen una fruta ovoide con un mesocarpio delgado, carnoso y endocarpo fibroso. Son de color rojo, morado o negro llevando una semilla.

## Taxonomía
El género fue descrito por H.Wendl & Drude y publicado en Linnaea 39: 182. 1875.
Etimología
Nenga: nombre genérico que fue tomado del nombre vernáculo javanés, nenge.

## Especies
- Nenga banaensis (Magalon) Burret (1936).
- Nenga gajah J.Dransf. (1975).
- Nenga grandiflora Fernando (1983).
- Nenga macrocarpa Scort. ex Becc. (1889).
- Nenga pumila (Blume) H.Wendl. in Kerch. (1878).